# Putrescine
Putrescine (IUPAC-naam: butaan-1,4-diamine) is een organische verbinding met als brutoformule C4H12N2. De stof komt voor als een wit kristallijn poeder met een indringende geur, die goed oplosbaar is in water. Putrescine ontstaat bij het rotten van dierlijk weefsel. De stof is structureel verwant aan cadaverine (1,5-pentaandiamine). In zeer kleine hoeveelheden komt ze voor in urine en speeksel.
Putrescine komt vrij bij het metabolisme (stofwisseling) van natuurlijke aminozuren arginine en ornithine, en is in het speeksel in de hoogste concentratie aanwezig direct na het wakker worden.
Putrescine werd, tegelijk met cadaverine, ontdekt in 1885 door de Berlijner Ludwig Brieger.

## Synthese
Putrescine kan bereid worden door de hydrogenering van butaandinitril:
{\displaystyle {\ce {C4H4N2 + 4 H2 -> C4H12N2}}}
Er is ook een genetisch gemodificeerde stam van de bacterie Escherichia coli ontwikkeld die de stof door fermentatie kan produceren.

## Toepassingen
Putrescine is een grondstof voor nylon. Ze reageert met adipinezuur tot het polyamide nylon-4,6.
De stof wordt ook gebruikt als lokstof voor insecten, meer bepaald in boomgaarden waar de mediterrane fruitvlieg Ceratitis capitata schade aanricht. Het is een feromoon dat de fruitvliegen naar de vallen lokt. De insecten kunnen dan gedood worden met insecticide of doordat ze in water of olie terechtkomen.

## Regelgeving
Putrescine is als lokstof sedert 1 september 2009 toegelaten in de Europese Unie.